# Himni i Flamurit
Himni i Flamurit (Nederlands: Volkslied van de vlag), in het Albanees ook vaak aangeduid als Himni Kombëtar Shqiptar (Nederlands: volkslied van de Albanese natie) is het volkslied van Albanië. 
De tekst werd geschreven door de Albanese dichter Aleksander Stavre Drenova (1872-1947) werd eerst als een gedicht gepubliceerd in Liri e Shqipërisë (Vrijheid van Albanië), een Albanese krant in Sofia, Bulgarije. De muziek van het volkslied werd gecomponeerd door Roemeense componist Ciprian Porumbescu. In de Albanese grondwet is de naam van het volkslied Rreth Flamurit të Përbashkuar (In het Nederlands letterlijk: Verenigd rond de vlag), dat de eerste regel is van het lied.
Himni i Flamurit is ook de naam van een gedicht van Fan Noli.
In 1912 werd het officieel als volkslied gekozen.